# Aéroport international d'Incheon Terminal 2 (métro de Séoul)
Aéroport international d'Incheon Terminal 2 (hangeul : 인천공항2터미널 ; hanja : 仁川空港2터미널) est une station terminus de la ligne AREX] du métro de Séoul. Elle est située au 272 Gonghang-ro, dans l'arrondissement Jung-gu, sur le territoire de la ville d'Incheon, à l'ouest de Séoul, en Corée du Sud. Elle dessert directement le terminal 2 de l'Aéroport international d'Incheon.
Ouverte en 2018, elle est desservie par les rames omnibus et express qui circulent sur la ligne AREX.

## Situation sur le réseau

Plan du réseau du métro de Séoul (2023)

La station en souterrain Aéroport international d'Incheon Terminal 2 est le terminus ouest de la ligne AREX, elle est située après la station Aéroport international d'Incheon Terminal 1, en direction du terminus est Gare de Séoul.

## Histoire
La station Aéroport international d'Incheon Terminal 2 est mise en service le 13 janvier 2018, lors de l'ouverture à l'exploitation du prolongement depuis la station Aéroport international d'Incheon Terminal 1.

## Services aux voyageurs

### Accès et accueil
Station souterraine, elle est située au 272 Gonghang-ro. Il s'agit d'une station souterraine avec trois niveaux souterrains. Au niveau trois se situe la station avec deux quais (central), équipés de portes palières, et quatre voies. Le niveau 2 est celui qui permet la relation avec le parking, il dispose de la billetterie par automates : 10 automates pour les titres de transport, 4 pour le règlement et 2 pour le remboursement. On y trouve également des lieux de restauration et des banques. Le niveau 1 est celui de l'accès direct aux terminal 2 de l'aéroport. Les relations piétonnes entre les différents niveaux disposent de sept ascenseurs et douze escaliers mécaniques. La station est accessibles aux personnes à la mobilité réduite par un handicap.

### Desserte
Aéroport international d'Incheon Terminal 2 est desservie par les rames omnibus et express de la ligne.

Installations
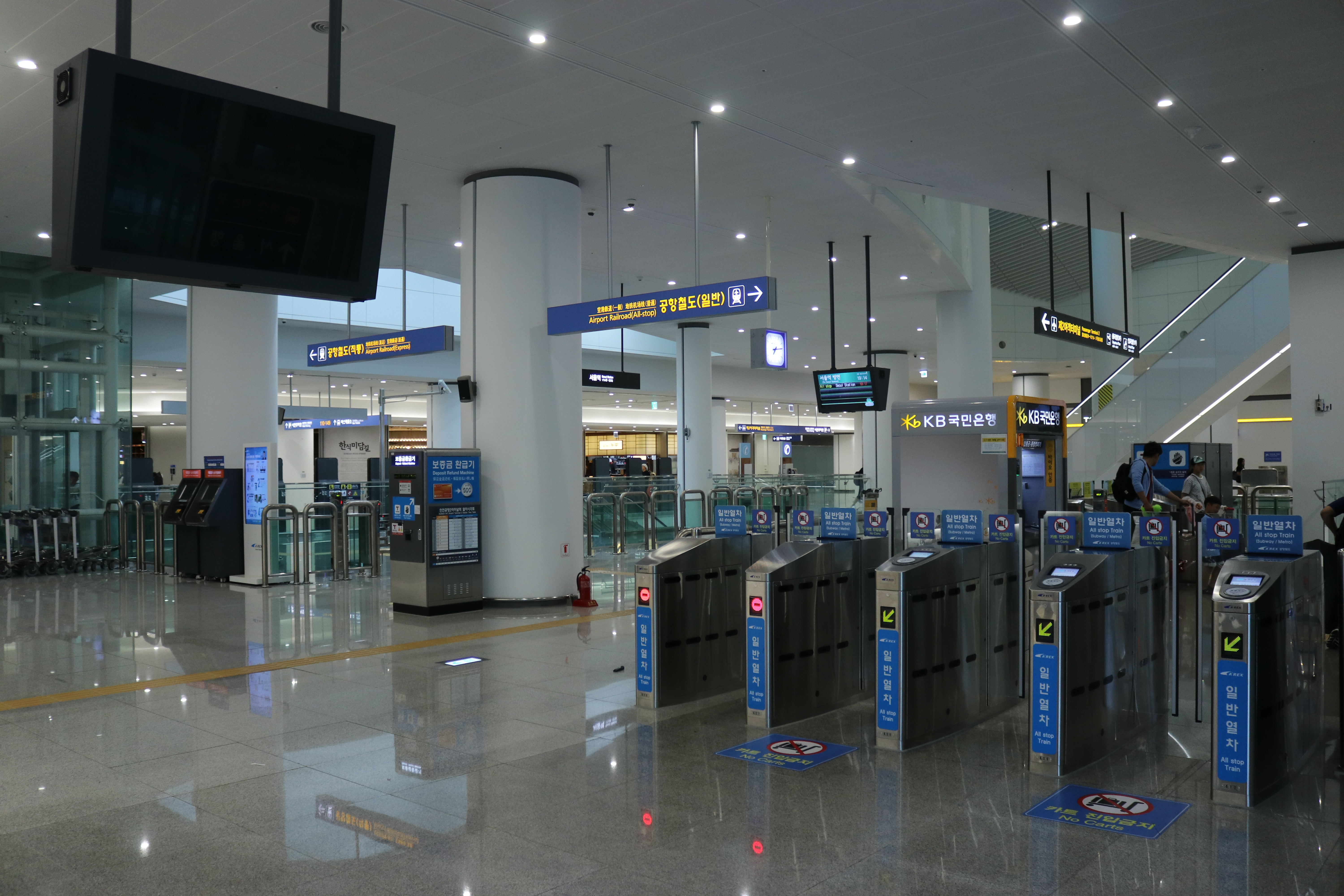
En 2018.
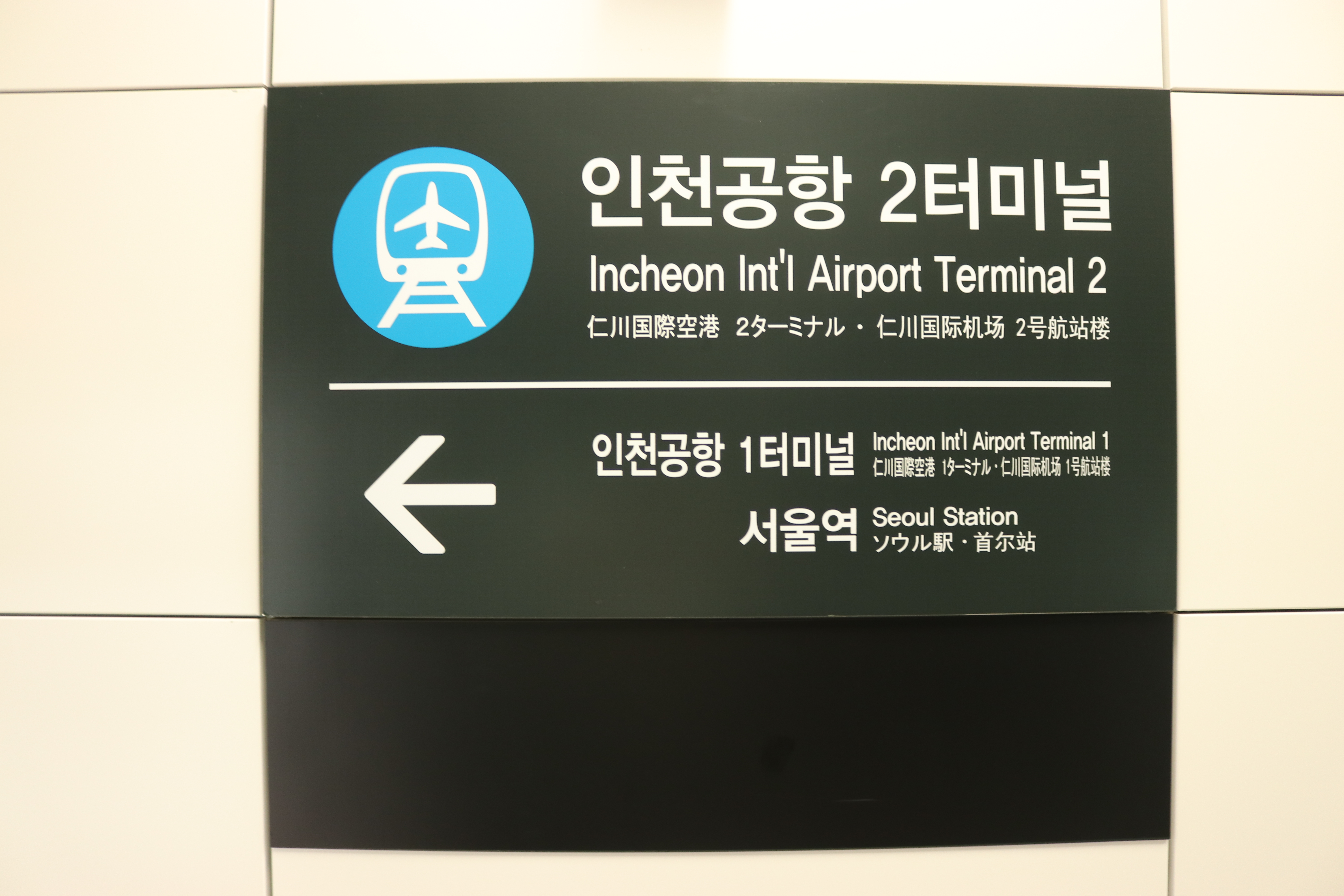
En 2018.
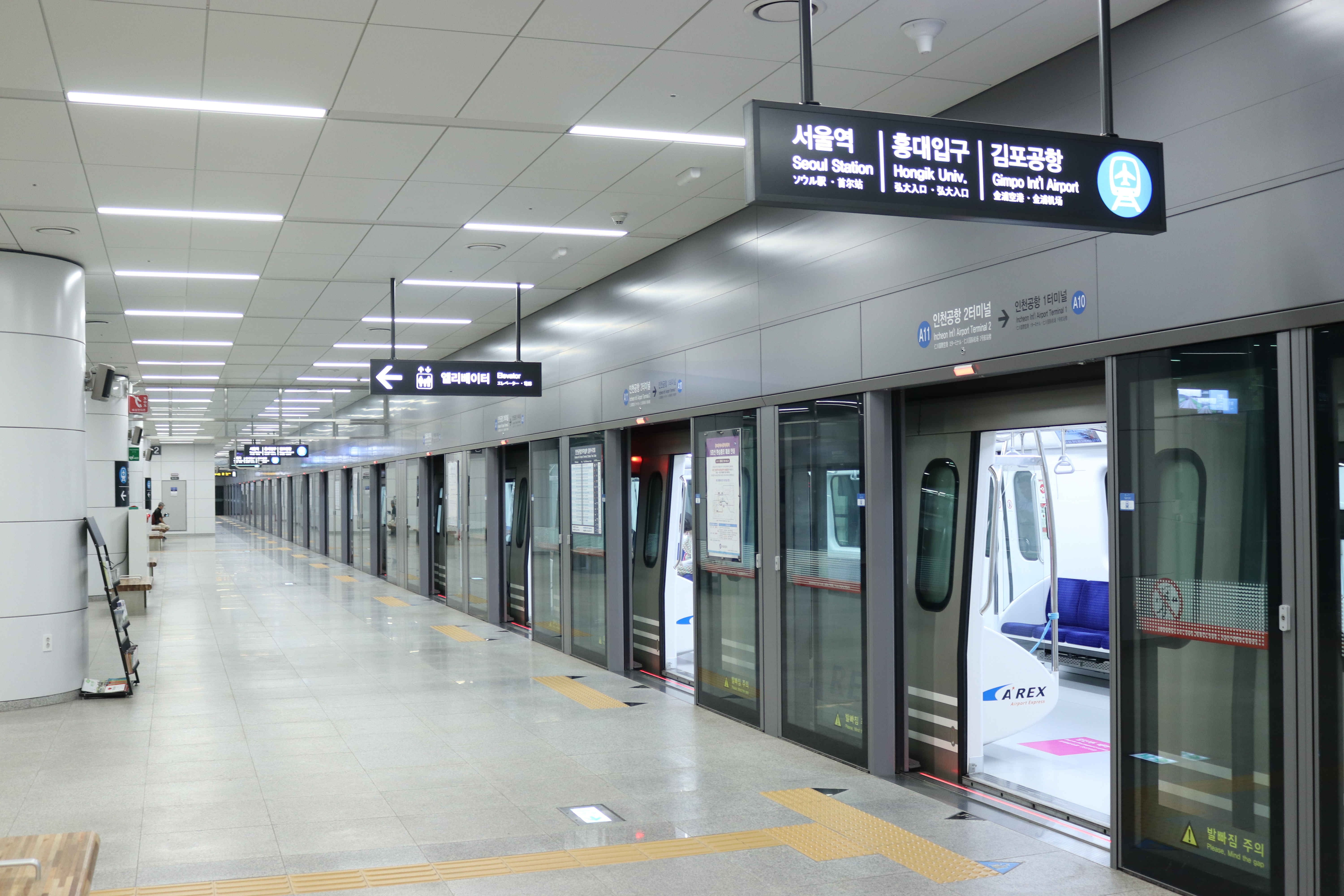
En 2018.

### Intermodalité
Des arrêts de bus sont situés à proximité des accès du niveau 2.